# Спорт в Нигерии
Спорт в Нигерии (англ. Sport in Nigeria) — самой большой популярностью в Нигерии пользуется футбол.

## Футбол
Футбол является национальным видом спорта в Нигерии, в стране имеется своя премьер-лига по футболу. Национальная футбольная команда Нигерии является одной из сильнейших на континенте: в 1996 году она стала олимпийским чемпионом, обыграв Аргентину в финале. На чемпионатах мира, однако, нигерийцы выступают не очень стабильно: в 1994 и 1998 годах они выходили в 1/8 финала, в 2002 и 2010 годах не преодолевали групповой этап, а первенство 2006 года пропустили. В активе младших сборных есть пять побед на молодёжных, три победы на юниорских кубках Африки и три титула чемпионов мира среди игроков до 17 лет. Нигерия принимала молодёжный чемпионат мира в 1999 и юношеский в 2009 годах.
В 2013 году сборная Нигерии выиграла Кубок Африканских наций 2013, обыграв в финале сборную Буркина-Фасо со счетом 1:0.

## Настольный теннис
Нигерийский игрок в настольный теннис Квадри Аруна входит в число сильнейших игроков мира. В 2014 году на Играх Содружества завоевал бронзовую медаль в составе команды, а на Играх Содружества 2018 завоевал еще две серебряные медали, в одиночном разряде и в команде. В 2022 году Квадри Аруна стал первым игроков в настольный теннис из Африки, который вошел в 10 сильнейших игроков мира по версии ITTF. Двукратный обладатель Кубка Африки, двукратный чемпион Африки.

## Другие виды спорта
Нигерия также участвует в других видах спорта, таких как: баскетбол, крикет и лёгкая атлетика. Бокс также является популярным видом спорта в Нигерии. Дик Тайгер и Сэмюэл Питер были чемпионами мира по боксу.